# Zoroaster spinulosus
Zoroaster spinulosus is een zeester uit de familie Zoroasteridae.
De wetenschappelijke naam van de soort werd in 1906 gepubliceerd door Walter Kenrick Fisher.